# Rezerwat przyrody Cisów im. prof. Zygmunta Czubińskiego
Rezerwat przyrody Cisów im. prof. Zygmunta Czubińskiego – rezerwat leśny w gminie Daleszyce, w powiecie kieleckim, w województwie świętokrzyskim. Leży około 1 km na północ od wsi Cisów, w granicach Cisowsko-Orłowińskiego Parku Krajobrazowego.
- Powierzchnia: 41,21 ha[1] (akt powołujący podawał 40,58 ha)
- Rok utworzenia: 1970
- Numer ewidencyjny WKP: 035
- Charakter rezerwatu: częściowy
- Przedmiot ochrony: fragment naturalnego lasu mieszanego o charakterze pierwotnym, położony we wschodniej części Pasma Cisowskiego.

Las reprezentuje zespół żyznej buczyny karpackiej. Drzewostan liczy 130–180 lat, a tworzy go głównie buk i jodła z domieszką dębu bezszypułkowego i jaworu, miejscami występuje sosna i modrzew. Z ciekawszych gatunków flory występują tu m.in.: żywiec cebulkowy, żywiec gruczołowaty, jasnota gajowiec, dąbrówka rozłogowa, konwalia majowa, czworolist pospolity, bluszcz pospolity, przytulia wonna, kokoryczka okółkowa, kopytnik pospolity.
Rezerwat nazwano na cześć profesora Zygmunta Czubińskiego (1912–1967), który zabiegał o jego utworzenie.

## Turystyka
Przez rezerwat przechodzi:
- niebieski szlak turystyczny z Chęcin do Łagowa
- fragment ścieżki dydaktycznej „Cisów – Góra Września – Daleszyce” (całkowita długość ścieżki 10 km)[5]
- przyrodnicza pętla otwartej w 2010 roku Leśnej Ścieżki Przyrodniczo-Historycznej im. Wybranieckich (1,5 km)[6][7]. Pętla historyczna tej ścieżki (około 4 km) przebiega poza granicami rezerwatu, a początek i zakończenie obu tras ma miejsce we wsi Cisów, przy wejściu do rezerwatu –  znajduje się tam symboliczna brama wejściowa, parking i wiata turystyczna[6][7].

## Galeria zdjęć

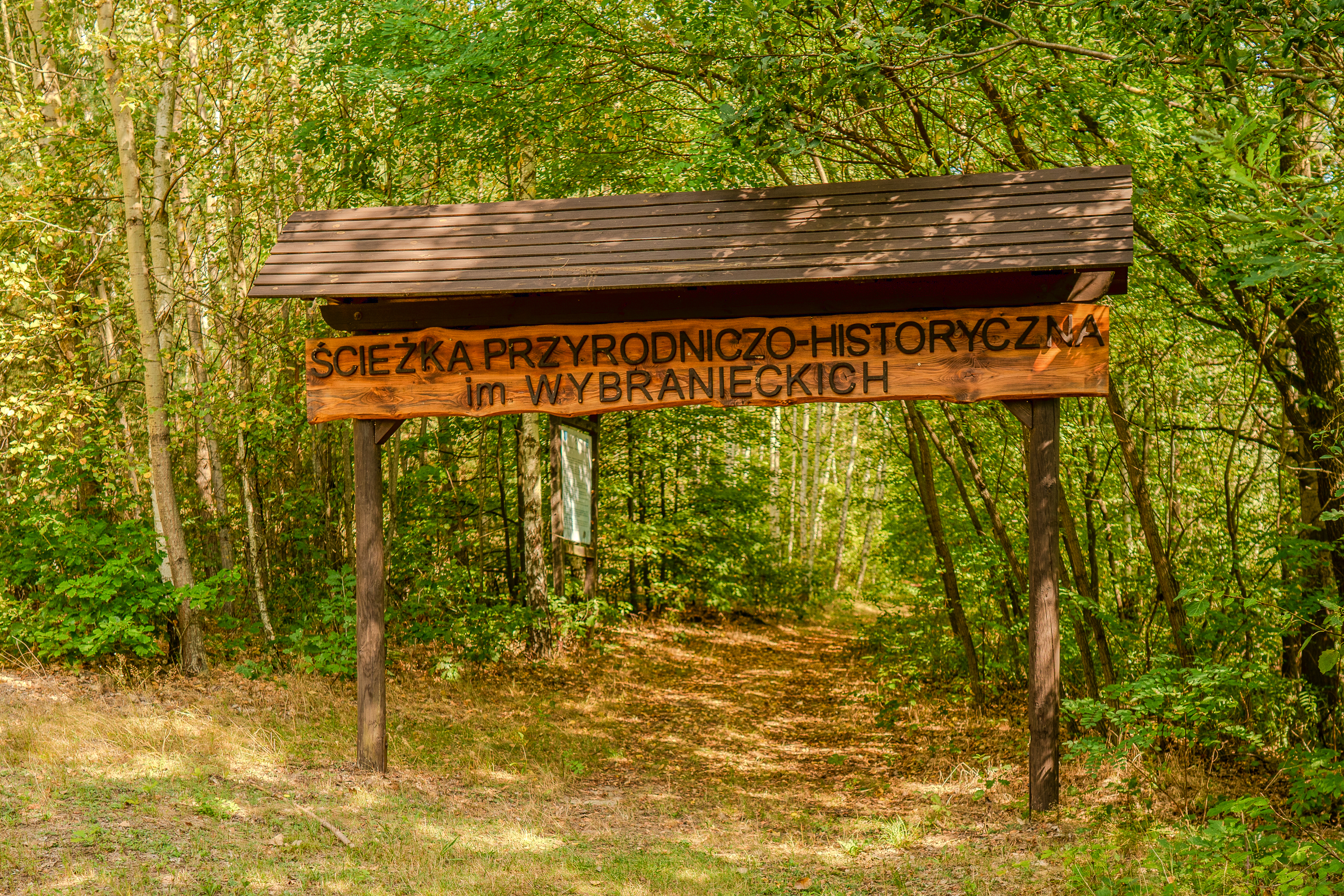
Wejście do Leśnej Ścieżki Przyrodniczo-Historycznej im. Wybranieckich
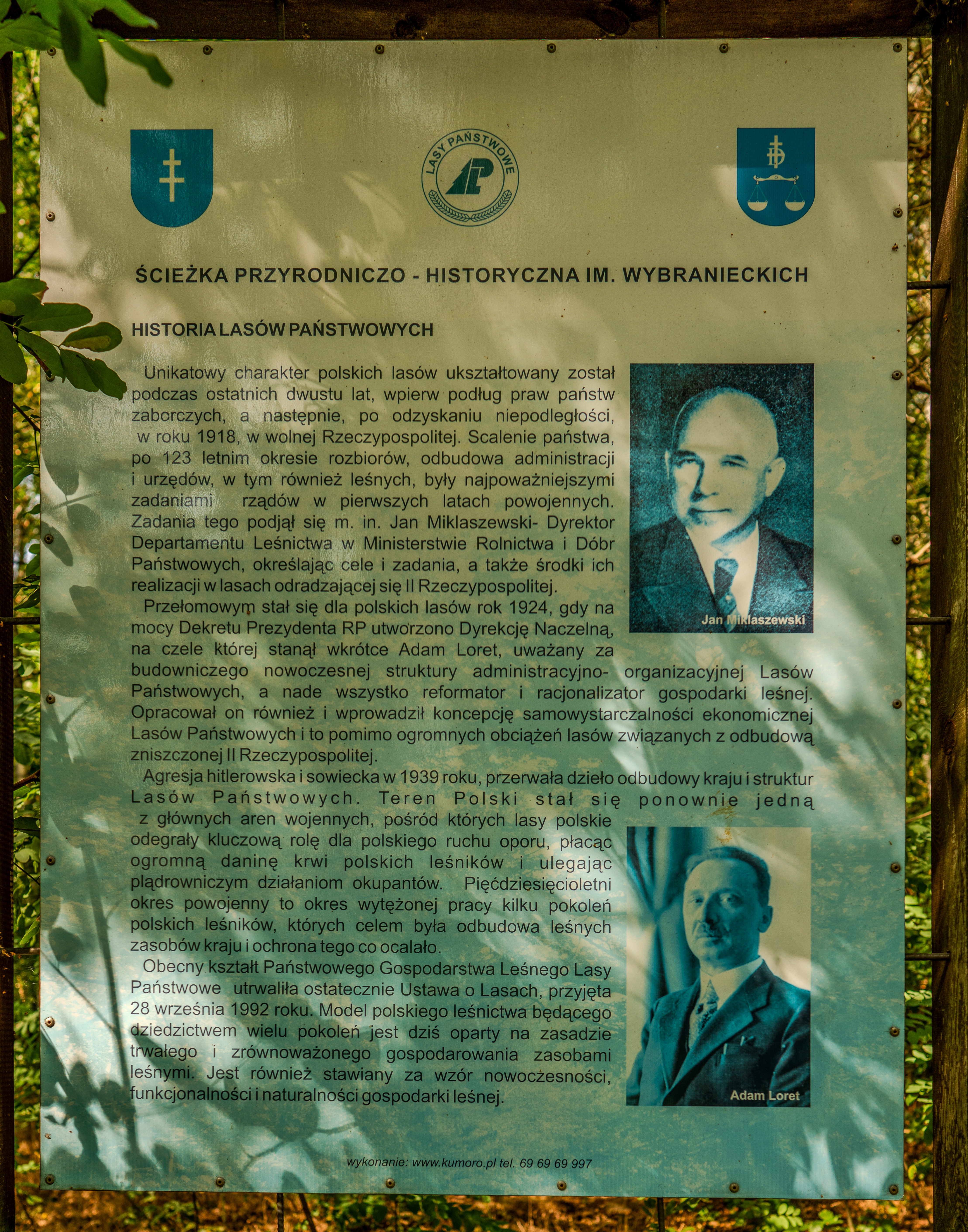
Tablica pamiątkowa